# Ancita didyma
Ancita didyma là một loài bọ cánh cứng trong họ Cerambycidae.